# Tibellus nimbaensis
Espèce
Tibellus nimbaensis est une espèce d'araignées aranéomorphes de la famille des Philodromidae.

## Distribution
Cette espèce est endémique de Guinée. Elle se rencontre entre 1 250 et 1 640 m d'altitude sur le mont Tô.

## Description
Le mâle holotype mesure 7,4 mm et les femelles de 8,6 à 11,3 mm.

## Étymologie
Son nom d'espèce, composé de nimba et du suffixe latin -ensis, « qui vit dans, qui habite », lui a été donné en référence au lieu de sa découverte, les monts Nimba.

## Publication originale
- Van den Berg & Dippenaar-Schoeman, 1994 : A revision of the Afrotropical species of the genus Tibellus Simon (Araneae: Philodromidae). Koedoe, vol. 37, p. 67-114 (texte intégral).